# 氯酸銫
氯酸銫（英語：cesium chlorate）是一種無機化合物，屬於氯酸鹽，由氯、銫、氧組成，為一種鹽類，其化學式為CsClO3。

## 制備
可由碳酸銫溶解於氯酸後，發生反應而制得

## 安全性
由於氯酸銫與硫、磷、碳等还原性物质及有机物、可燃物混合時，经摩擦或撞击后就会发生燃烧和爆炸，所以需小心處理。